# 湯頓足球會
湯頓足球會（英語：Taunton Town Football Club）是一支位於英格蘭湯頓的職業足球會，目前於英格蘭足球南部聯賽超聯組南部角逐。

## 外部連結
- Taunton Town F.C. website （页面存档备份，存于）